# Mojones Norte
Mojones Norte é uma junta de governo da província de Entre Ríos, na Argentina.